# Горихвістка сибірська
Горихвістка сибірська (Phoenicurus auroreus) — вид горобцеподібних птахів родини мухоловкових (Muscicapidae). Мешкає в Східній Азії. Сибірська горихвістка є спорідненою з чорними, китайськими, червоночеревими і, можливо, алашанськими горихвістками, від яких відділилася в ранньому плейстоцені, від 3 до 1,5 млн років надад, на початку четвертинного зледеніння.

## Опис

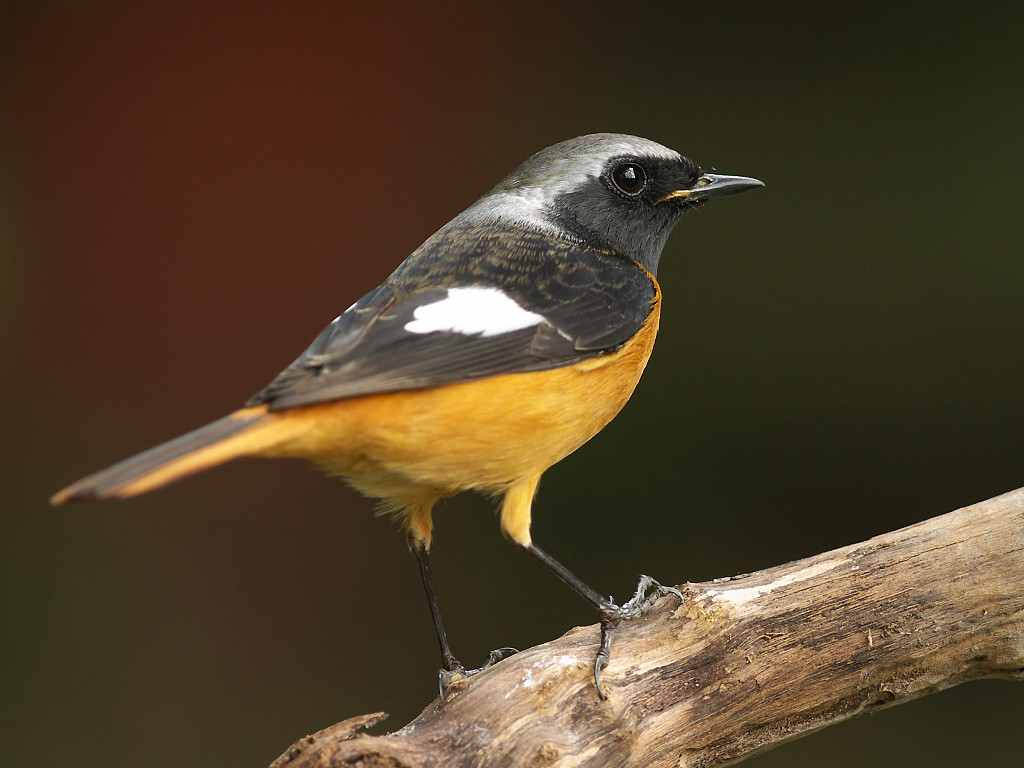
Самець сибірської горихвістки

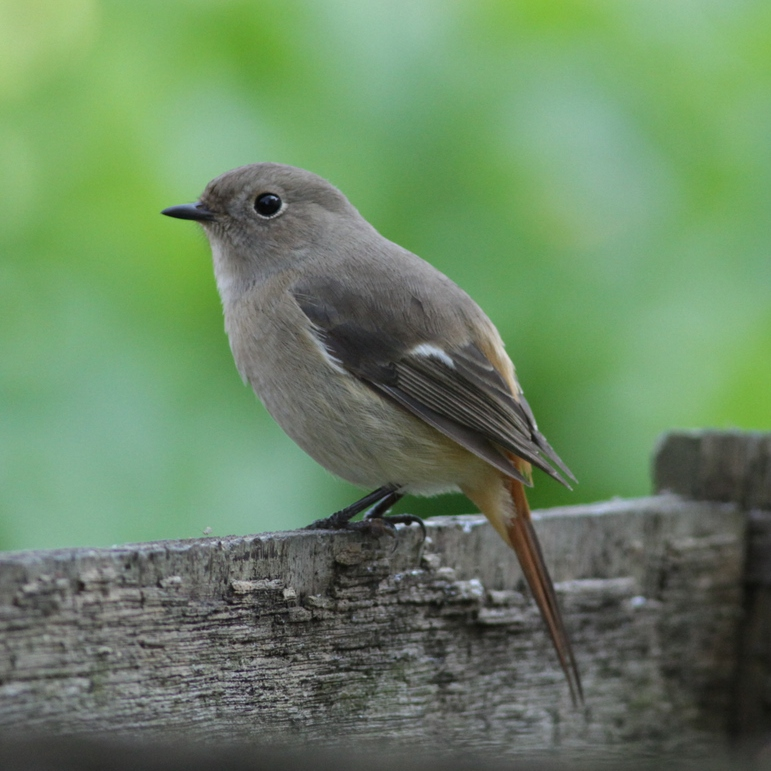
Самиця сибірської горихвістки

Довжина птаха становить 14-15 см, вана 11-20 г. Виду притаманний статевий диморфізм. У самців під час сезону розмноження лоб, тім'я і потилиця сірі, обличчя і горло чорні. Спина і крила сірувато-коричневі. на крилах помітні білі плями. Груди, живіт і надхвістя руді, хвіст рудий, центральні стернові пера чорнуваті. Під час негніздового періоду і на першому році життя самці мають менш яскраве забарвлення. Самиці мають переважно коричневе забарвлення, нижня частина тіла у них світлаша. Надхвістя і крайні стернові пера руді, на крилах білі плями. Дзьоб , лапи і очі чорні.

## Підвиди
Виділяють два підвиди:
- P. a. leucopterus Blyth, 1843 — поширені від Східних Гімалаїв до Центрального і Східного Китаю. Зимують від східних Гімалаїв до північного Індокитаю;
- P. a. auroreus (Pallas, 1776) — від півдня Центрального Сибіру до Кореї і Манчжурії. Зимують в Японії, на Тайвані та на південному сході Китаю.

## Поширення і екологія
Сибірські горихвістки гніздяться в Росії (Сибір, Далекий Схід), в Китаї, Північній і Південній Кореї. Взимку вони мігрують до південного Китаю, Японії, В'єтнаму, Лаосу, Таїланду, М'янми, Північно-Східної Індії і Бутану. Сибірські горихвістки живуть в рідколіссях, на узліссях і галявинах, в чагарникових заростях на берегах річок і озер, на краях полів, в парках і садах, поблизу людських поселень. Живляться комахами, ягодами і насінням. Сезон розмноження триває з квітня по серпень, з піком в травні-червні. Гніздяться в заглибині в землі, на дереві, секред скель, на висоті до 1,5 м над землею. Гніздо чашоподібне, робиться з сухої трави, кори, моху і корінців, встелюється м'якою травою, пухом і пір'ям. В кладці від 3 до 6 рожевуватих, білуватих, зеленуватих або блакитнуватих яєць, поцяткованих коричневими плямками. Інкубаційний період триває 16-18 днів. Пташенята покидають гніздо через 2 тижні після вилуплення.